# Meucon
Meucon é uma comuna francesa na região administrativa da Bretanha, no departamento Morbihan. Estende-se por uma área de 5,73 km². Em 2010 a comuna tinha 2 298 habitantes (densidade: 401 hab./km²).